# Rademacherjeva porazdelitev
Rademacherjeva porazdelitev je diskretna verjetnostna porazdelitev. 
Imenuje se po nemškem matematiku Hansu Rademacherju (1892 – 1969).  

## Definicija Rademacherjeve porazdelitve
To je porazdelitev v kateri spremenljivka s 50% verjetnostjo lahko zavzame vrednost 1 ali -1.   
Funkcija verjetnosti se lahko zapiše kot 
{\displaystyle f(k)=\left\{{\begin{matrix}1/2&{\mbox{če }}k=-1,\\1/2&{\mbox{če }}k=+1,\\0&{\mbox{v ostalih primerih}}\end{matrix}}\right.}
Zbirna funkcija verjetnosti pa je 
{\displaystyle F(k)={\begin{cases}0,&k<-1\\1/2,&-1\leq k<1\\1,&k\geq 1\end{cases}}}.

## Pričakovana vrednost
Pričakovana vrednost je enaka 0.

## Varianca
Varianca v Rademacherjevi porazdelitvi je enaka 1

## Koeficient simetrije
Koeficient simetrije je enak 0.

## Mediana
Mediana je 0.

## Sploščenost
Sploščenost je enaka -2.

## Povezava z Bernoullijevo porazdelitvijo
Če ima X Rademacherjevo porazdelitev, potem ima {\displaystyle {\frac {X+1}{2}}} Bernoullijevo porazdelitev (1/2).